# Freixenet (Camprodon)
Freixenet és una entitat de població del municipi de Camprodon, al Ripollès. Al cens de l'any 2009 tenia 158 habitants.

## Història
Freixenet de Camprodon, va ser un municipi independent que envoltava pràcticament tota la vila de Camprodon, fins que a l'any 1965, va ser annexionat per aquesta vila que, en aquell moment, era un dels municipis més reduïts de Catalunya amb tan sols 0,7 km².
El terme municipal va rebre el seu nom d'un antic predi o domini ja esmentat, juntament amb d'altres, en l'acta de consagració del monestir de Sant Pere de Camprodon, a l'any 904. Tot i que també s'esmenta el nom de Freixenet de Dalt, l'antic terme municipal, constituït l'any 1846, estava format per les parròquies de Creixenturri, Cavallera i Bolòs, que actualment formen part, com a entitats de població, del municipi de Camprodon.